# Krzysztof Majer
Krzysztof Majer (ur. 1976 w Bydgoszczy) – polski filolog i tłumacz literatury anglojęzycznej.
Doktor w Zakładzie Literatury Amerykańskiej Instytutu Anglistyki Uniwersytetu Łódzkiego. Tłumaczył książki takich autorów jak: Michael Herr (Depesze), Jack Kerouac i Allen Ginsberg (Listy). Na angielski przekładał opowiadania Andrzeja Stasiuka. Od 2023 roku zasiada w redakcji czasopisma „Literatura na Świecie”. Należy do Stowarzyszenia Tłumaczy Literatury.

## Nagrody i nominacje
- Nagroda „Literatury na Świecie” 2014 w kategorii Nowa Twarz[5]
- Nagroda „Literatury na Świecie” 2016 w kategorii Proza za przekład książki Depesze Michaela Herra[6]
- nominacja do Nagrody Prezydenta Miasta Gdańska za Twórczość Translatorską im. Tadeusza Boya-Żeleńskiego 2017 za przekład książki Depesze Michaela Herra[7]
- nominacja do Nagrody Literackiej Gdynia 2017 w kategorii przekład na język polski za tłumaczenie książki Depesze Michaela Herra[8].
- nominacja do Nagrody Prezydenta Miasta Gdańska za Twórczość Translatorską im. Tadeusza Boya-Żeleńskiego 2023 za przekład książki Kochanka Wittgensteina Davida Marksona[9].
- nominacja do Nagrody Literackiej Gdynia 2023 w kategorii przekład na język polski za tłumaczenie książki Kochanka Wittgensteina Davida Marksona[10].